# Rafael Madero
Rafael M. Madero (Buenos Aires, 16 luglio 1958) è un ex rugbista a 15 e allenatore di rugby a 15 argentino.

## Biografia
Cresciuto nel San Isidro Club, militò nella squadra della provincia di Buenos Aires fino al 1990; nel ruolo di tre quarti ala, centro e, più raramente, di mediano d'apertura, vinse nove titoli dell'URBA dal 1977 al 1988.
In Nazionale argentina dal 1978, prese parte ad alcuni dei momenti significativi dei Pumas di fine anni settanta e gran parte degli ottanta: nel 1979 a Buenos Aires, nell'incontro vinto con l'Australia, mise a segno 8 punti (2 mete) dei 24 totali con cui l'Argentina vinse (gli altri 16 furono di Hugo Porta).
Si aggiudicò il Sudamericano 1987 e nello stesso anno prese parte alla prima edizione della Coppa del Mondo; disputò il suo ultimo incontro internazionale nel 1990; furono 34 (più cinque senza cap) i test match disputati, con 33 punti (più 7 marcati contro una selezione internazionale non ufficiale).
Passato alla conduzione tecnica, nel 2000 ebbe un incarico federale, la guida della Nazionale A, che tenne fino al 2006, anno in cui vinse la Nations Cup prima di dimettersi e prendere la panchina della sua squadra d'origine, il San Isidro Club, condotta alla vittoria nel campionato Nacional de Clubes nel 2006 e nel 2008.

## Palmarès

### Giocatore
- Campionati sudamericani: 1
Argentina: 1987
- Campionati URBA: 9
SIC: 1977, 1978, 1979, 1980, 1983, 1984, 1986, 1987, 1988

### Allenatore
- Nations Cup: 1
Argentina A: 2006
- Nacional de Clubes: 2
SIC: 2006, 2008